# SV 07 Neuhaus
Der SV 07 Neuhaus war ein Sportverein aus dem Paderborner Stadtteil Schloß Neuhaus. Die erste Fußballmannschaft spielte ein Jahr lang in der damals erstklassigen Gauliga Westfalen. Der SV ist ein Vorgängerverein des heutigen SC Paderborn 07.

## Geschichte
Am 14. August 1907 gründeten 20 Fußballfreunde den Verein Arminia Neuheus als ersten und damit ältesten Fußballverein im heutigen Kreis Paderborn. Die Arminia nannte sich ab 1910 Concordia Neuhaus und schließlich ab 1919 SV 07 Neuhaus. Kurz nach dem Ende des Zweiten Weltkrieges schloss sich der TV Westfalia Neuhaus dem SV 07 als Turnabteilung an. 1957 wurde der Verein schließlich in SV 07 Schloß Neuhaus umbenannt, nachdem das damalige Amt Neuhaus den Zusatz Schloß erhielt.
Am 8. Juni 1973 fusionierte schließlich der SV 07 Neuhaus mit der Fußballabteilung des TuS Sennelager zum TuS Schloß Neuhaus. Dieser fusionierte am 1. Juli 1985 mit dem 1. FC Paderborn zum TuS Paderborn-Neuhaus, der seit 1997 SC Paderborn 07 heißt. Die Abteilungen Handball, Turnen und Leichtathletik des TuS Schloß Neuhaus gründeten dagegen am 4. Juni 1985 den Verein TSV Schloß Neuhaus.

## Fußball
Im Jahre 1931 gelang der Aufstieg in die seinerzeit zweitklassige 1. Bezirksklasse Westfalen, Gruppe Süd. Nach der Einführung der Gauligen als höchste Spielklasse rutschten die Neuhäuser 1933 in die Drittklassigkeit hinab. Vier Jahre später gelang der Aufstieg in die zweitklassige Bezirksklasse Ostwestfalen, die nach einem Jahr wieder nach unten verlassen werden musste. Zur Saison 1944/45 wurde der SV Neuhaus ohne sportliche Qualifikation in die Gauliga aufgenommen. Dort verlor die Mannschaft ihr einziges Spiel gegen die Sportfreunde Rot-Weiß Paderborn, einer Kriegsspielgemeinschaft aus VfJ und SV Paderborn mit 0:5, ehe der Spielbetrieb kriegsbedingt abgebrochen werden musste.
Nach Kriegsende etablierte sich die Mannschaft zunächst in der Bezirksklasse Paderborn und wurde 1953 Vizemeister hinter dem VfL Geseke. Fünf Jahre später wurden die Neuhäuser erneut Vizemeister, dieses Mal hinter dem VfJ 08 Paderborn. Zwischenzeitlich war am 8. September 1957 das Hermann-Löns-Stadion eröffnet worden. 1959 gelang schließlich der Aufstieg in die seinerzeit viertklassige Landesliga Westfalen und der SV 07 Neuhaus übernahm für einige Jahre die sportliche Führungsrolle in der Stadt. Sportlicher Höhepunkt war die Saison 1962/63, wo die Neuhäuser Landesligadritter hinter SuS Lage und dem SV Brackwede wurde. Nur zwei Jahre später stieg die Mannschaft mit 7:53 Punkten und 27:136 Toren in die Bezirksliga ab. Die Neuhäuser verloren während der Saison zweimal mit 0:10; daheim gegen den SV Löhne-Obernbeck und auswärts bei Union Herford.
In der folgenden Saison 1965/66 wurde die Mannschaft in die Kreisklasse durchgereicht. Die Neuhäuser schafften den direkten Wiederaufstieg und wurden in der folgenden Saison 1967/68 auf Anhieb Dritter. Anschließend rutschte die Mannschaft wieder in den Tabellenkeller und schaffte 1972 erst nach einem 2:1-Sieg im Entscheidungsspiel gegen Westfalia Erwitte den Klassenerhalt. Ein Jahr später war wieder ein Entscheidungsspiel um den Klassenerhalt fällig. Von Rot-Weiß Alfen trennten sich die Neuhäuser mit 1:1 nach Verlängerung. Da kein Elfmeterschießen vorgesehen war, gab es ein Wiederholungsspiel, welches mit 3:2 gewonnen wurde. In den frühen 1970er Jahren zog der Nachbarverein TuS Sennelager sportlich am SV 07 Neuhaus vorbei und stieg binnen weniger Jahre von der Kreisklasse in die drittklassige Verbandsliga Westfalen.